# دملة البحر

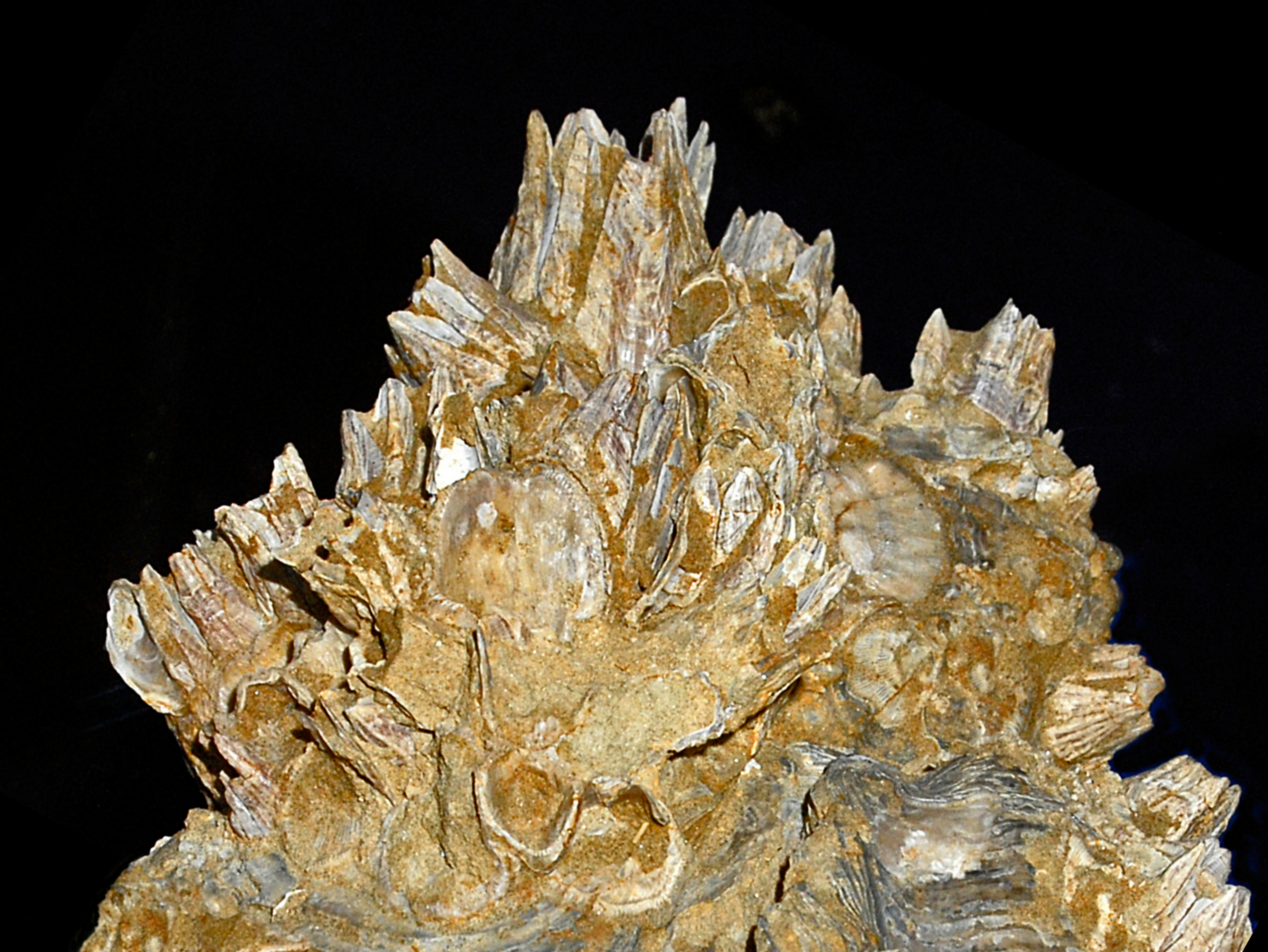
أصداف أحفورية لدملة البحر من العصر الجليدي

دُمَّلة البحر جنس من البرنقيل في فصيلة الصحنية من القشريات. يُعرف هذا الجنس في سجل الحفريات من العصر الجوراسي إلى العصر الرباعية (النطاق العمري: من 189.6 إلى 0.0 مليون سنة مضت. ). عُثِر على أصداف أحفورية ضمن هذا الجنس في جميع أنحاء العالم. تعيش في أول عهدها طليقة ثم لاصقة بالصخور وبكل شيء يعوم في البحر. أصدافها شبه بلوطية الشكل سداسية التركيب، رباعية الأسفاط المتحركة المتساوية.